# Соль мінор
Соль мінор (англ. G minor, нім. g-moll) — мінорна тональність, тонікою якої є звук соль.. Гама соль мінор містить звуки: 
 соль - ля - сі♭ - до - ре - мі♭ - фа
 G - A - B♭ - C - D - E♭ - F.
Паралельна тональність — сі-бемоль мажор, однойменний мажор — соль мажор. Соль мінор має два бемолі біля ключа (сі-, мі-).

## Найвідоміші твори, написані в цій тональності
- Й. С. Бах — Прелюдія і фуга з 1-го та 2-го зошитів ДТК
- В. А. Моцарт — Симфонія № 40
- П. І. Чайковський — Симфонія № 1
- М. Леонтович — «Щедрик»[2]
- М. Гольдштейн — "С имфоні я соль мінор невідомого автора XIX століття"
- Д. Д. Шостакович — Симфонія № 11
- Ramage — Ya Lil (Al Anisa Farah)[3][4][5][6]